# زوزانا کانوتس
زوزانا کانوتس (انگلیسی: Zuzana Kanócz؛ زادهٔ ۲۱ نوامبر ۱۹۷۹) بازیگر اهل کشور اسلواکی است. وی از سال ۲۰۰۲ میلادی تاکنون مشغول فعالیت بوده‌است.